# Jezioro proglacjalne

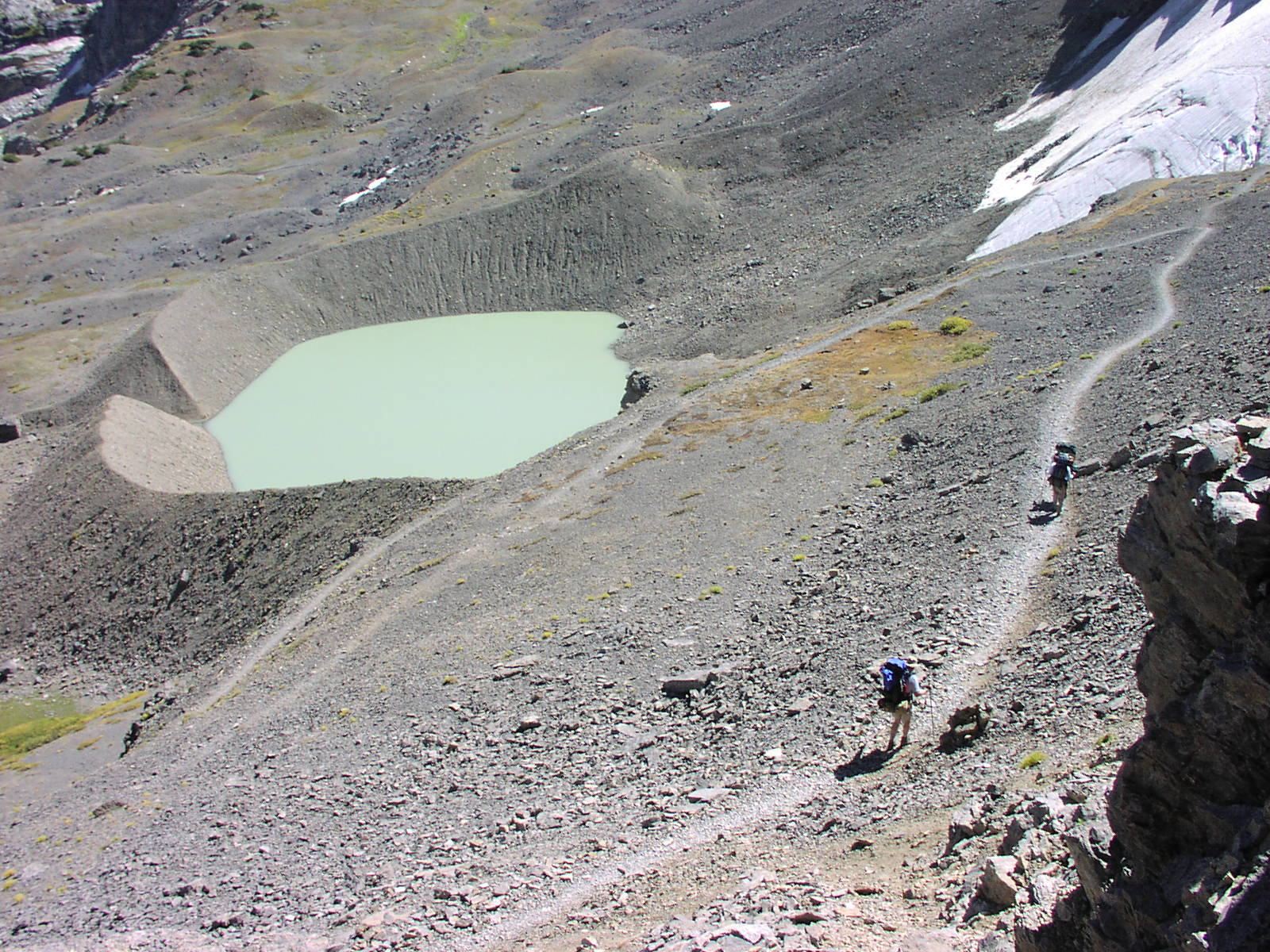
Jezioro proglacjalne, ograniczone przez moreny, na przedpolu lodowca Schoolroom w Parku Narodowym Grand Teton w USA

Jezioro proglacjalne – rodzaj jeziora lodowcowego położonego na przedpolu lodowca, całkowicie lub w przeważającej mierze zasilanego przez wody z topniejącego lodu lodowcowego. 